# Michiko Yokote
Michiko Yokote (横手 美智子 Yokote Michiko?) es una escritora y guionista japonesa, conocida por haber sido la creadora del manga Mermaid Melody: Pichi Pichi Pitch en colaboración con Pink Hanamori. 
Yokote también ha trabajado como guionista en numerosas series de anime, entre las que se destacan Saint Seiya, xxxHolic, Cowboy Bebop, Hikaru no Go, Ranma ½, Air Master, Gravitation, Bleach, Naruto, Binan Kōkō Chikyū Bōei-bu Love!, y C³.

## Trayectoria
Es considerada la discípula principal de Kazunori Itō. En 1990, mientras se preparaba para buscar empleo, recibió un encargo de su maestro: escribir un guion para la serie de televisión Mobile Police Patlabor. Aunque nunca antes había escrito un guion, dedicó todo un verano a completarlo, marcando así su debut como guionista.
A partir de Jungle wa itsumo Hare nochi Gū, ha colaborado frecuentemente con el director Tsutomu Mizushima. En años recientes, ha trabajado en obras dirigidas por él como Witchcraft Works y Shirobako, compartiendo tareas de guion con Reiko Yoshida.
En un diario publicado en internet, la propia Yokote afirmó que “Michiko Yokote” es en realidad el nombre de una unidad compuesta por tres personas: una encargada de la gestión, otra del desarrollo del argumento, y otra de los diálogos. Según el diario, el nombre proviene directamente de la persona encargada de la gestión. Sin embargo, dado el estilo ambiguo en que fue escrito, la veracidad de esta afirmación es incierta. El director Shinji Takamatsu, frecuente colaborador de Yokote, ha calificado esta afirmación como una “leyenda urbana”.

### Estilo
En obras tokusatsu como Moero!! Robocon, Mahō Sentai Magiranger, y Jūken Sentai Gekiranger, ha abordado principalmente temas como los lazos familiares y fraternales, así como cambios de liderazgo dentro de las organizaciones enemigas recurrentes. En Tensō Sentai Goseiger, su segunda vez como guionista principal de una serie Super Sentai, también exploró estos temas.
Por otro lado, se muestra escéptica ante la idea de que los villanos puedan redimirse fácilmente. Prefiere retratar con firmeza que quienes han cometido actos malvados deben asumir su responsabilidad. Incluso si estos personajes terminan muriendo sin redención, lo presenta como consecuencia de sus propios actos. Al incorporar temas de lazos familiares y fraternales, crea situaciones en las que el espectador puede simpatizar con esos personajes, a pesar de su destino.

## Obras

### Anime

#### Series de televisión
| Año  | Anime                                             | Estudio                 | Funciones                                                                 | Refs.           |
| ---- | ------------------------------------------------- | ----------------------- | ------------------------------------------------------------------------- | --------------- |
| 1989 | Mobile Police Patlabor: On Television             | Sunrise                 | Guionista (#12, 15, 17, 22, 25-26, 42, 45)                                | [ 1 ]           |
| 1989 | Ranma ½                                           | Studio Deen             | Guionista (Temporada 3-7)                                                 | [ 9 ]           |
| 1996 | Rurouni Kenshin: Meiji Kenkaku Romantan           | Gallop Studio Deen      | Guionista (#22)                                                           | [ 10 ]          |
| 1996 | Mahō Shōjo Pretty Sammy                           | AIC                     | Guionista (#6, 11, 18)                                                    | [ 11 ]          |
| 1996 | Taiho Shichauzo                                   | Studio Deen             | Guionista (#2-5, 10, 12, 14, 21, 30, 38, 46, 48)                          | [ 12 ]          |
| 1997 | Kindaichi Shōnen no Jikenbo                       | Toei Animation          | Guionista (#131, 136-137)                                                 | [ 13 ]          |
| 1998 | Cowboy Bebop                                      | Sunrise                 | Guionista (#2, 5, 7-8, 11, 16-17, 24)                                     | [ 14 ]          |
| 1998 | Aa! Megami-sama!: Chichaitte Koto wa Benri da ne  | OLM                     | Guionista (#37, 40, 46, 48)                                               | [ 15 ]          |
| 1999 | Kamikaze Kaitō Jeanne                             | Toei Animation          | Guionista (#3, 7, 10, 12, 18-19, 28, 32, 37-38, 44)                       | [ 16 ]          |
| 1999 | Tenshi ni Narumon!                                | Pierrot                 | Guionista (#19-20)                                                        | [ 17 ]          |
| 1999 | Mahō Tsukai Tai!                                  | Madhouse Triangle Staff | Guionista (#2-3, 6, 9, 12)                                                | [ 18 ]          |
| 2000 | Kazemakase Tsukikage Ran                          | Madhouse                | Guionista (#2-3, 6)                                                       | [ 19 ]          |
| 2000 | Gensōmaden Saiyūki                                | Pierrot                 | Guionista (#33, 39, 45, 48)                                               | [ 20 ]          |
| 2000 | Medarot Damashii                                  | Trans Arts              | Guionista (#5, 11, 23, 30)                                                | [ 21 ]          |
| 2000 | Strange Dawn                                      | Hal Film Maker          | Composición de la serie Guionista (#1-13)                                 | [ 22 ]          |
| 2000 | Gravitation                                       | Studio Deen             | Escritura de la serie Guionista (#1, 3, 6-7, 12-13)                       | [ 23 ]          |
| 2001 | Comic Party                                       | OLM                     | Guionista (#3, 5, 10)                                                     | [ 24 ]          |
| 2001 | Jungle wa itsumo Hare nochi Gū                    | Shin-Ei Animation       | Composición de la serie Guionista (13 episodios)                          | [ 25 ]          |
| 2001 | Taiho Shichauzo: Second Season                    | Studio Deen             | Composición de la serie Guionista (#1, 10)                                | [ 26 ]          |
| 2001 | Kaze no Yōjinbō                                   | Pierrot                 | Guionista (#5-6, 11, 16, 21)                                              | [ 27 ]          |
| 2001 | Hikaru no Go                                      | Pierrot                 | Guionista (21 episodios)                                                  | [ 28 ]          |
| 2002 | Shichinin no Nana                                 | A.C.G.T                 | Guionista (#7, 10-11)                                                     | [ 29 ]          |
| 2002 | Kanon                                             | Toei Animation          | Guionista (#9)                                                            | [ 30 ]          |
| 2002 | Tokyo Underground                                 | Pierrot                 | Guionista (#4-5, 10, 14, 19, 24)                                          | [ 31 ]          |
| 2002 | .hack//SIGN                                       | Bee Train               | Guionista (#7, 10, 12, 16, 18, 22)                                        | [ 32 ]          |
| 2002 | Princess Tutu                                     | Hal Film Maker          | Composición de la serie Guionista (#1-3, 7, 12, 14, 17, 26)               | [ 33 ]          |
| 2002 | Naruto                                            | Pierrot                 | Guionista (24 episodios)                                                  | [ 34 ]          |
| 2003 | Air Master                                        | Toei Animation          | Composición de la serie Guionista (#1, 5-7, 16-17, 25, 27)                | [ 35 ]          |
| 2003 | Mermaid Melody: Pichi Pichi Pitch                 | Actas SynergySP         | Guionista                                                                 | [ 36 ]          |
| 2004 | Mermaid Melody: Pichi Pichi Pitch Pure            | Actas SynergySP         | Guionista                                                                 | [ 36 ]          |
| 2004 | The Marshmallow Times                             | Studio Comet            | Guionista (#15, 23, 30, 47)                                               | [ 37 ]          |
| 2004 | Bleach                                            | Pierrot                 | Guionista (23 episodios)                                                  | [ 38 ]          |
| 2004 | Genshiken                                         | Palm Studio             | Composición de la serie Guionista (#1, 7, 9, 11-12)                       | [ 39 ]          |
| 2005 | Ichigo Mashimaro                                  | Daume                   | Guionista (#2, 6, 10)                                                     | [ 40 ]          |
| 2005 | Blood+                                            | Production I.G          | Guionista (#29, 34, 39)                                                   | [ 41 ]          |
| 2005 | Ginban Kaleidoscope                               | Karaku                  | Guionista (#4, 8)                                                         | [ 42 ]          |
| 2006 | Ayakashi: Japanese Classic Horror                 | Toei Animation          | Guionista (#Bakeneko)                                                     | [ 43 ]          |
| 2006 | Digimon Savers                                    | Toei Animation          | Guionista (#3, 10, 16, 22, 34, 42)                                        | [ 44 ]          |
| 2006 | Kiba                                              | Madhouse                | Guionista (#16, 18)                                                       | [ 45 ]          |
| 2006 | Gintama                                           | Sunrise                 | Guionista (46 episodios)                                                  | [ 46 ]          |
| 2006 | ×××HOLiC                                          | Production I.G          | Composición de la serie Guionista (#1, 4, 8, 10, 14-15, 22-23)            | [ 47 ]          |
| 2006 | Kujibiki♥Unbalance                                | Ajia-do Animation Works | Composición de la serie Guionista (#1, 5, 11-12)                          | [ 48 ]          |
| 2007 | Ōkiku Furikabutte                                 | A-1 Pictures            | Guionista (#10)                                                           | [ 49 ]          |
| 2007 | Mononoke                                          | Toei Animation          | Guionista (#12)                                                           | [ 50 ]          |
| 2007 | Genshiken 2                                       | Arms Corporation        | Composición de la serie Guionista (#1-3, 5-9, 11-12)                      | [ 51 ]          |
| 2008 | ×××HOLiC◆Kei                                      | Production I.G          | Composición de la serie Guionista (#1-3, 9, 10)                           | [ 52 ]          |
| 2008 | Nabari no Ō                                       | J.C.Staff               | Composición de la serie Guionista (#1-4, 7-8, 12, 22-26)                  | [ 53 ]          |
| 2008 | Junjō Romantica                                   | Studio Deen             | Guionista (#10-11)                                                        | [ 54 ]          |
| 2008 | Junjō Romantica 2                                 | Studio Deen             | Guionista (#2, 4, 8, 10)                                                  | [ 55 ]          |
| 2009 | Senjō no Valkyria                                 | A-1 Pictures            | Composición de la serie Guionista (#1-2, 7-8, 11-12, 17-18, 23, 26)       | [ 56 ]          |
| 2009 | Kanamemo                                          | Feel                    | Guionista (#2, 5, 7-8, 11)                                                | [ 57 ]          |
| 2009 | Kobato.                                           | Madhouse                | Composición de la serie Guionista (#2, 7, 13, 22-23)                      | [ 58 ]          |
| 2009 | Tamagotchi!                                       | OLM Digital             | Guionista (#5, 11, 24, 38, 47, 55, 62, 72)                                | [ 59 ]          |
| 2010 | Shinryaku! Ika Musume                             | Diomedéa                | Composición de la serie Guionista (#1-2, 4-5, 8, 10a-10b, 11a, 12)        | [ 60 ]          |
| 2011 | Gintama'                                          | Sunrise                 | Guionista (14 episodios)                                                  | [ 61 ]          |
| 2011 | Sekai-ichi Hatsukoi                               | Studio Deen             | Guionista (#5-6, 9)                                                       | [ 62 ]          |
| 2011 | Shinryaku!? Ika Musume                            | Diomedéa                | Composición de la serie Guionista (#1, 4b-4c, 5b, 6c, 7, 9c, 10a-10b, 12) | [ 63 ]          |
| 2011 | C³                                                | Silver Link             | Composición de la serie Guionista (#1-12)                                 | [ 64 ]          |
| 2011 | Sekai-ichi Hatsukoi 2                             | Studio Deen             | Guionista (#3-4, 6)                                                       | [ 65 ]          |
| 2012 | Brave 10                                          | TMS Entertainment       | Guionista (#2, 5, 9)                                                      | [ 66 ]          |
| 2012 | Tari Tari                                         | P.A. Works              | Guionista (#9-10)                                                         | [ 67 ]          |
| 2012 | Joshiraku                                         | J.C.Staff               | Composición de la serie Guionista (#1-3, 5, 7, 9, 13)                     | [ 68 ]          |
| 2012 | Gintama': Enchōsen                                | Sunrise                 | Guionista (#260-261, 263)                                                 | [ 69 ]          |
| 2012 | Ixion Saga DT                                     | Brain's Base            | Guionista (#5-6, 13-14, 18, 20)                                           | [ 70 ]          |
| 2013 | Senyū                                             | Ordet Liden Films       | Composición de la serie Guionista (#1-4, 7-8, 11-13)                      | [ 71 ]          |
| 2013 | Tamako Market                                     | Kyoto Animation         | Guionista (#6, 8, 10)                                                     | [ 72 ]          |
| 2013 | RDG: Red Data Girl                                | P.A. Works              | Composición de la serie Guionista (#1-12)                                 | [ 73 ]          |
| 2013 | Senyū 2                                           | Ordet Liden Films       | Composición de la serie Guionista (#1-11)                                 | [ 74 ]          |
| 2013 | Genshiken Nidaime                                 | Production I.G          | Composición de la serie Guionista (#1-3, 5-9, 11-12)                      | [ 75 ]          |
| 2013 | Makai Ōji: Devils and Realist                     | Doga Kobo               | Composición de la serie Guionista (#1-3, 5, 7-9, 11-12)                   | [ 76 ]          |
| 2013 | Nagi no Asukara                                   | P.A. Works              | Guionista (#6, 10, 16, 21)                                                | [ 77 ]          |
| 2014 | Witchcraft Works                                  | J.C.Staff               | Guionista (#5, 7, 9)                                                      | [ 78 ]          |
| 2014 | Nō-Rin                                            | Silver Link             | Composición de la serie Guionista (#1-5, 7, 10-12)                        | [ 79 ]          |
| 2014 | Love Stage!!                                      | J.C.Staff               | Composición de la serie Guionista (#1-8, 10)                              | [ 80 ]          |
| 2014 | Shirobako                                         | P.A. Works              | Composición de la serie Guionista (#1-3, 7-8, 11-15, 20, 22)              | [ 81 ]          |
| 2014 | Girlfriend (Kari)                                 | Silver Link             | Composición de la serie Guionista (#1, 9, 11-12)                          | [ 82 ]          |
| 2015 | Binan Kōkō Chikyū Bōei-bu Love!                   | Diomedéa                | Composición de la serie Guionista (#1-2, 5, 9, 11-12)                     | [ 83 ]          |
| 2015 | Kyōkai no Rinne                                   | Brain's Base            | Composición de la serie Guionista (#1-2, 10-11, 16, 21, 25)               | [ 84 ]          |
| 2015 | Yamada-kun to 7-nin no Majo                       | Liden Films             | Composición de la serie Guionista (#1, 3-5, 9-12)                         | [ 85 ]          |
| 2015 | Sore ga Seiyū!                                    | Gonzo                   | Composición de la serie Guionista (#1-2, 6, 12-13)                        | [ 86 ]          |
| 2015 | Prison School                                     | J.C.Staff               | Composición de la serie Guionista (#1-12)                                 | [ 87 ]          |
| 2015 | Osomatsu-san                                      | Pierrot                 | Composición de la serie Guionista (#3.5, 6, 13, 15-21)                    | [ 88 ]          |
| 2015 | Tai-Madō Gakuen 35 Shiken Shōtai                  | Silver Link             | Guionista (#7-8)                                                          | [ 89 ]          |
| 2016 | Dagashi Kashi                                     | Feel                    | Guionista (#6, 8)                                                         | [ 90 ]          |
| 2016 | Sekkō Boys                                        | Liden Films             | Composición de la serie Guionista (#1-6, 9, 12)                           | [ 91 ]          |
| 2016 | Rilu Rilu Fairilu: Yōsei no Door                  | Studio Deen             | Guionista (#9, 17, 32, 44)                                                | [ 92 ]          |
| 2016 | Kyōkai no Rinne 2nd Season                        | Brain's Base            | Composición de la serie Guionista (#1, 5, 11, 15, 25)                     | [ 93 ]          |
| 2016 | ReLIFE                                            | TMS Entertainment       | Composición de la serie Guionista (#1-6, 11)                              | [ 94 ]          |
| 2016 | Saiki Kusuo no Psi-nan                            | J.C.Staff Egg Firm      | Composición de la serie Guionista (#1-2, 9, 14, 20, 24)                   | [ 95 ]          |
| 2016 | D.Gray-man Hallow                                 | TMS Entertainment       | Guionista (#1, 6)                                                         | [ 96 ]          |
| 2016 | Binan Kōkō Chikyū Bōei-bu Love! Love!             | Studio Comet            | Composición de la serie Guionista (#1-2, 6, 10-12)                        | [ 97 ]          |
| 2016 | Handa-kun                                         | Diomedéa                | Composición de la serie Guionista (#1-2, 8, 11-12)                        | [ 98 ]          |
| 2016 | Watashi ga Motete Dōsunda                         | Brain's Base            | Composición de la serie Guionista (#1-6, 8, 11-12)                        | [ 99 ]          |
| 2017 | Masamune-kun no Revenge                           | Silver Link             | Composición de la serie Guionista (#1-2, 5-6, 10, 12)                     | [ 100 ]         |
| 2017 | Knight's & Magic                                  | 8-Bit                   | Composición de la serie Guionista (#1-5, 9-10, 13)                        | [ 101 ]         |
| 2017 | Jikan no Shihaisha                                | Project No.9            | Composición de la serie Guionista (#1-2, 8-13)                            | [ 102 ]         |
| 2017 | Kujira no Kora wa Sajō ni Utau                    | J.C.Staff               | Composición de la serie Guionista (#1-6, 10-12)                           | [ 103 ]         |
| 2018 | Karakai Jōzu no Takagi-san                        | Shin-Ei Animation       | Composición de la serie Guionista (#1-2, 5, 8-9, 12)                      | [ 104 ]         |
| 2018 | Comic Girls                                       | Nexus                   | Guionista (#3, 10)                                                        | [ 105 ]         |
| 2018 | Wakaokami wa Shōgakusei!                          | Madhouse DLE            | Composición de la serie Guionista (#1-7, 13-14, 21-24)                    | [ 106 ]         |
| 2018 | Tsurune: Kazemai Kōkō Kyūdō-bu                    | Kyoto Animation         | Composición de la serie Guionista (#1-2, 4-6, 9-10, 13-14)                | [ 107 ]         |
| 2019 | Bermuda Triangle: Colorful Pastrale               | Seven Arcs Pictures     | Composición de la serie Guionista (#1-2, 8, 11-12)                        | [ 108 ]         |
| 2019 | Kōya no Kotobuki Hikōtai                          | WAO World GEMBA         | Composición de la serie Guionista (#1-2, 5-6, 9, 11-12)                   | [ 109 ]         |
| 2019 | Midara na Ao-chan wa Benkyō ga Dekinai            | Silver Link             | Composición de la serie Guionista (#1-12)                                 | [ 110 ]         |
| 2020 | Rikei ga Koi ni Ochita no de Shōmei Shite Mita    | Zero-G                  | Guionista (#3-4, 6, 8-9)                                                  | [ 111 ]         |
| 2021 | Tenchi Sōzō Design-bu                             | Asahi Production        | Composición de la serie Guionista (#1-13)                                 | [ 112 ]         |
| 2021 | Jahy-sama wa Kujikenai!                           | Silver Link             | Composición de la serie Guionista (#1-3, 7, 13, 17-20)                    | [ 113 ]         |
| 2022 | Tribe Nine                                        | Liden Films             | Composición de la serie Guionista (#1-5, 10-12)                           | [ 114 ]         |
| 2022 | Shijō Saikyō no Daimaō, Murabito A ni Tensei Suru | Silver Link Blade       | Composición de la serie Guionista (#1-4, 6, 11)                           | [ 115 ]         |
| 2022 | Yofukashi no Uta                                  | Liden Films             | Composición de la serie Guionista (#1-13)                                 | [ 116 ]         |
| 2023 | Oniichan wa Oshimai!                              | Studio Bind             | Composición de la serie Guionista (#1-2, 4-5, 8-9, 12)                    | [ 117 ]         |
| 2023 | Tsurune: Tsunagari no Issha                       | Kyoto Animation         | Composición de la serie Guionista (#1-5, 7-8, 11-12)                      | [ 118 ]         |
| 2023 | Tondemo Sukiru de Isekai Hōrō Meshi               | MAPPA                   | Composición de la serie Guionista (#1-4, 8, 12)                           | [ 119 ]         |
| 2023 | Masamune-kun no Revenge R                         | Silver Link             | Composición de la serie Guionista (#1-3, 11-12)                           | [ 120 ]         |
| 2023 | Yumemiru Danshi wa Genjitsushugisha               | Studio Gokumi AXsiZ     | Composición de la serie Guionista (#1-2, 5-6, 10-12)                      | [ 121 ]         |
| 2024 | Dosanko Gal wa Namara Menkoi                      | Silver Link Blade       | Guionista (#4, 8-10)                                                      | [ 122 ]         |
| 2024 | Shūmatsu Train Doko e Iku?                        | EMT Squared             | Composición de la serie Guionista (#1-3, 6-7, 9, 11-12)                   | [ 123 ] [ 124 ] |
| 2024 | Bōkyaku Battery                                   | MAPPA                   | Composición de la serie Guionista (#1-7, 9, 12)                           | [ 125 ] [ 126 ] |
| 2024 | Kuroshitsuji: Kishuku Gakkō-hen                   | CloverWorks             | Guionista (#4, 7)                                                         | [ 127 ]         |
| 2024 | Koi wa Futago de Warikirenai                      | ROLL2                   | Composición de la serie Guionista (#1-5, 9, 11-12)                        | [ 128 ]         |
| 2024 | Puniru wa Kawaii Slime                            | Tōhō Animation Studio   | Composición de la serie Guionista (#1, 3-4, 6, 9-12)                      | [ 129 ] [ 130 ] |
| 2025 | Kuroshitsuji: Midori no Majo-hen                  | CloverWorks             | Guionista (#4, 9, 11)                                                     | [ 131 ]         |
| 2025 | Yofukashi no Uta 2nd Season                       | Liden Films             | Composición de la serie Guionista (#1-7)                                  | [ 132 ] [ 133 ] |
| 2025 | Puniru wa Kawaii Slime 2nd Season                 | Tōhō Animation Studio   | Composición de la serie                                                   | [ 134 ]         |
| 2025 | Ruri no Hōseki                                    | Studio Bind             | Composición de la serie                                                   | [ 135 ] [ 136 ] |
| 2025 | Kizetsu Yūsha to Ansatsu Hime                     | Connect                 | Composición de la serie                                                   | [ 137 ] [ 138 ] |
| 2025 | Kao ni Denai Kashiwada-san to Kao ni Deru О̄ta-kun | Studio Polon            | Composición de la serie                                                   | [ 139 ] [ 140 ] |
| 2025 | Tondemo Sukiru de Isekai Hōrō Meshi Season 2      | MAPPA                   | Composición de la serie                                                   | [ 141 ] [ 142 ] |

#### Películas
| Año  | Anime                                                                | Estudio               | Funciones | Refs.   |
| ---- | -------------------------------------------------------------------- | --------------------- | --------- | ------- |
| 2000 | Aa! Megami-sama! Movie                                               | AIC                   | Guionista | [ 143 ] |
| 2004 | Saint Seiya: Tenkai-hen Josō - Overture                              | Toei Animation        | Guionista | [ 144 ] |
| 2007 | Bleach Movie 2: The DiamondDust Rebellion - Mō Hitotsu no Hyōrinmaru | Pierrot               | Guionista | [ 145 ] |
| 2010 | Crayon Shin-chan Movie 18: Chō Jikū! Arashi wo Yobu Ora no Hanayome  | Shin-Ei Animation     | Guionista | [ 146 ] |
| 2017 | Zunda Horizon                                                        | WAO World Studio Live | Guionista | [ 147 ] |
| 2020 | Shirobako Movie                                                      | P.A. Works            | Guionista | [ 148 ] |
| 2023 | Gintama on Theater 2D: Baragaki-hen                                  | Bandai Namco Pictures | Guionista | [ 149 ] |
| 2024 | Gintama on Theater 2D: Ikkoku Keisei-hen                             | Bandai Namco Pictures | Guionista | [ 150 ] |
| 2025 | Binan Kōkō Chikyū Bōei-bu Eternal Love!                              | Studio Comet          | Guionista | [ 151 ] |

#### ONAs
| Año  | Anime                     | Estudio        | Funciones                                 | Refs.           |
| ---- | ------------------------- | -------------- | ----------------------------------------- | --------------- |
| 2021 | Bright: Samurai Soul      | ARECT          | Guionista                                 | [ 152 ]         |
| 2023 | Good Night World          | NAZ            | Composición de la serie Guionista (#1-12) | [ 153 ]         |
| 2024 | Grimm Kumikyoku           | Wit Studio     | Composición de la serie Guionista (#1-6)  | [ 154 ] [ 155 ] |
| 2024 | Kimi ni Todoke 3rd Season | Production I.G | Guionista (#2, 4)                         | [ 156 ]         |
| 2025 | Bullet/Bullet             | E&H production | Guionista (#5, 9)                         | [ 157 ]         |

#### OVAs
| Año  | Anime                                                      | Estudio                 | Funciones                                              | Refs.   |
| ---- | ---------------------------------------------------------- | ----------------------- | ------------------------------------------------------ | ------- |
| 1990 | Mobile Police Patlabor: New OVA                            | Sunrise                 | Guionista (#2, 9)                                      | [ 158 ] |
| 1994 | Giant Robo Gaiden Ginrei                                   | Phoenix Entertainment   | Guionista (#2-3)                                       | [ 159 ] |
| 2002 | Jungle wa itsumo Hare nochi Gū Deluxe                      | Shin-Ei Animation       | Composición de la serie Guionista (#1-2, 4-5, 10-12)   | [ 160 ] |
| 2002 | Saint Seiya: Meiō Hades Jūni Kyū-hen                       | Toei Animation          | Composición de la serie Guionista (#1-3, 5, 7, 11, 13) | [ 161 ] |
| 2003 | .hack//GIFT                                                | Bee Train               | Guionista                                              | [ 162 ] |
| 2003 | Jungle wa itsumo Hare nochi Gū Final                       | Shin-Ei Animation       | Composición de la serie Guionista (#1-5)               | [ 163 ] |
| 2004 | Kujibiki Unbalance                                         | Palm Studio             | Composición de la serie Guionista                      | [ 164 ] |
| 2005 | Iriya no Sora, UFO no Natsu                                | Toei Animation          | Guionista                                              | [ 165 ] |
| 2006 | Genshiken OVA                                              | Ajia-do Animation Works | Composición de la serie Guionista (#1-3)               | [ 166 ] |
| 2011 | Rurouni Kenshin: Meiji Kenkaku Romantan - Shin Kyoto-hen   | Studio Deen             | Guionista                                              | [ 167 ] |
| 2012 | Otome wa Boku ni Koishiteru: Futari no Elder The Animation | Silver Link             | Composición de la serie Guionista (#1)                 | [ 168 ] |
| 2012 | Shinryaku!! Ika Musume                                     | Diomedéa                | Guionista                                              | [ 169 ] |
| 2014 | Yamada-kun to 7-nin no Majo: Mō Hitotsu no Suzaku-sai      | Liden Films             | Composición de la serie Guionista                      | [ 170 ] |
| 2015 | Yuru Yuri Nachuyachumi!                                    | TYO Animations          | Guionista                                              | [ 171 ] |
| 2017 | Binan Kōkō Chikyū Bōei-bu Love! Love! Love!                | Studio Comet            | Guionista                                              | [ 172 ] |

#### Especiales
| Año  | Anime                                                     | Estudio           | Funciones                         | Refs.   |
| ---- | --------------------------------------------------------- | ----------------- | --------------------------------- | ------- |
| 2002 | Hikaru no Go: New Year Special                            | Pierrot           | Guionista                         | [ 173 ] |
| 2003 | .hack//Unison                                             | Bee Train         | Guionista                         | [ 174 ] |
| 2008 | It's a Rumic World: 50th Anniversary Weekly★Shōnen Sunday | Sunrise           | Guionista                         | [ 175 ] |
| 2008 | Urusei Yatsura: The Shōgaibutsu Suieitaikai               | Sunrise           | Guionista                         | [ 176 ] |
| 2018 | ReLIFE: Kanketsu-hen                                      | TMS Entertainment | Composición de la serie Guionista | [ 177 ] |
| 2019 | Tsurune: Kazemai Kōkō Kyūdō-bu Yabai                      | Kyoto Animation   | Guionista                         | [ 178 ] |

### Acción real

#### Series de televisión
| Año  | Título                   | Funciones                                     | Refs.   |
| ---- | ------------------------ | --------------------------------------------- | ------- |
| 1999 | Moero!! Robocon          | Guionista                                     | [ 5 ]   |
| 2004 | Tokusō Sentai Dekaranger | Guionista (#20, 26, 32-33, 36, 40, 45-46, 48) | [ 179 ] |
| 2005 | Mahō Sentai Magiranger   | Guionista (16 episodios)                      | [ 6 ]   |
| 2007 | Jūken Sentai Gekiranger  | Guionista (22 episodios)                      | [ 7 ]   |
| 2010 | Tensō Sentai Goseiger    | Guionista (23 episodios)                      | [ 8 ]   |
| 2020 | Sedai Wars               | Guionista (#1-7)                              | [ 180 ] |
| 2020 | Mashin Sentai Kiramager  | Guionista (#27, 41)                           | [ 181 ] |

### Manga
- Mermaid Melody: Pichi Pichi Pitch (マーメイドメロディーぴちぴちピッチ Māmeido Merodī Pichi Pichi Picchi?) (serializada en Nakayoshi; ilustraciones de Tatsuya Matsuki; 2002)[182]

### Novelas ligeras
- .hack//Zero (publicada por Kadokawa Shōten; ilustraciones de Ryojun Kawashima; 2003)[183]